# Nissim Karelitz
Pour les articles homonymes, voir Karelitz.
Shmaryahu Yosef Nissim Karelitz dit Nissim Karelitz (hébreu : נסים קרליץ), né le 19 juillet 1926 (8 Av 5686) à Kossava en Biélorussie et mort le 21 octobre 2019 (22 Tishrei 5780) à Bnei Brak, en Israël, est un rabbin, talmudiste et décisionnaire israélien, originaire de Biélorussie. Il est le neveu du rabbin Avrohom Yeshaya Karelitz connu comme le Hazon Ish.  

## Biographie
Nissim Karelitz est né le 19 juillet 1926 à Kossava en Biélorussie
. Il est le fils du rabbin Nahum Meir Karelitz et de Batya Karelitz.  Nahum Meir Karelitz est né en  1889 et est mort le 17 décembre 1958,. Il est le neveu du rabbin Avrohom Yeshaya Karelitz connu comme le Hazon Ish. 

### Prénoms
À sa naissance, il reçoit les prénoms de son grandpère, Shmaryahu Yosef, d'après le rabbin Shmaryahu Yosef Karelitz, le père du Hazon Ish. Mais après sa naissance, sa vie est en danger et il survit par miracle, et le prénom de Nissim (miracles) lui est ajouté. Toute sa vie durant, il est alors connu comme Nissim.

### Palestine mandataire
Il immigre en Palestine mandataire avec ses parents en 1935. 

### Rosh Kollel
Il succède à son père comme Rosh Kollel du Kollel Hazon Ish. Il devient aussi rabbin d'une des premières synagogues de Bnei Brak.

### Beth Din Tzedek de Bnei Brak
Il fonde en 1967, le Beth Din Tzedek de Bnei Brak, qu'il dirige pendant près de 50 ans. Son Beth Din est l’un des rares tribunaux religieux indépendants à être accepté par l’État d’Israël aux fins de conversion au judaïsme en vertu de la loi du retour, dans le cadre d’une décision de la Cour suprême israélienne de 2017.

### Degel HaTorah
Nissim Karelitz est actif au sein du mouvement politique religieux Degel HaTorah pendant environ 50 ans.

### Famille
Nissim Karelitz épouse Leah Kupshitz, la fille du rabbin Tzvi Kupshitz de Jérusalem, une arrière petite fille du rabbin Yosef Chaim Sonnenfeld. Elle meurt en 2015.
Son fils, le rabbin Shaul Karelitz, lui succède comme Rosh Kollel du Kollel Chazon Ish. Son fils, le rabbin Avraham Yeshayahu Karelitz devient le rabbin de sa synagogue. Son gendre, le rabbin Sriel Rosenberg devient le Av Beth Din. Son autre gendre, le rabbin  Mendel Lubin devient le rabbin du quartier Ramat Aharon de Bnei Brak.

### Les Juifs en Espagne
En 2011, Nissim Karelitz, président du Bet Din de Bnei Brak reconnaît le caractère juif de la communauté des Chuetas (conversos de Majorque). Pour Nissim Karelitz, la communauté a su préserver son caractère juif en mettant l'accent sur le mariage intracommunautaire. La décision ne confirme pas le statut juif de chaque membre de la communauté car il faut examiner les antécédents familiaux des individus pour déterminer s'ils sont juifs ou non.